# توني وود
توني وود (بالإنجليزية: Tony Wood)‏ هو كاتب أغاني ومنتج أسطوانات أمريكي، ولد في 6 أغسطس 1961 في فرجينيا في الولايات المتحدة.

## وصلات خارجية
- توني وود على موقع ميوزك برينز (الإنجليزية)
- توني وود على موقع ديسكوغز (الإنجليزية)